# Dragoraj
Dragoraj (szerbül: Драгорај) falu Bosznia-Hercegovinában, a Szerb Köztársaságban, Ribnik községben. 

## Fekvése
Bosznia-Hercegovina északnyugati részén, Banja Lukától légvonalban 41, közúton 54 km-re délnyugatra, községközpontjától légvonalban 6, közúton 13 km-re északkeletre, a Mrkonjić Grad – Ključ főút mentén fekszik.

## Népessége
| Nemzetiségi csoport | Népesség 1991 | Népesség 2013 |
| ------------------- | ------------- | ------------- |
| Szerb               | 212           | 128           |
| Bosnyák             | 0             | 0             |
| Horvát              | 0             | 1             |
| Jugoszláv           | 2             | 0             |
| Egyéb               | 0             | 0             |
| Összesen            | 214           | 129           |

## Története
A falu keletkezéséről szóló legenda szerint még a törökök uralma alatt két testvér, Vele és Drago érkezett a Drvar melletti Poljicáról erre a tájra. Vele a Szana mentén kapott a bégtől földet, míg Drago egy kicsit távolabb, a Dimitor lejtőin telepedett le. Amikor egy helybeli megkérdezte Velét a testvéréről, azt válaszolta, hogy „Drago olyan, mint a menny”. Azóta viseli a falu a Dragoraj (raj = mennyország) nevet, a másik falu pedig Vele bátyja után a Velije nevet kapta. Dragoraj és Velije ma Ribnik község falvai. A szimbolikusan Avnoj útnak nevezett aszfaltút építésének befejezése után a falu lakói azonnal elkezdték elhagyni ősi házaikat, az ősi Dragorajt, és alig néhány száz méterrel magasabban építettek házakat. A jelenlegi templom helyén egykor egy faházas templom állt, amelyet 1897-ben emeltek, amikor a település a gornjegradaci plébániához tartozott.
A Banja Luka és Mrkonjić Grad közötti hegyvidék a középkori zemljaniki plébániához tartozott, amelyet II. Prijezda bosnyák bán 1287-ből származó oklevele említ. Zmijanje a Jajcától északra fekvő Vrbas-völgy várinak elesésével 1527-1528-ban oszmán uralom alá került. Az 1540-ig tartó első időszakban ezt a területet a Bródi kádilukhoz tartozó Vrhovina náhijéhez csatolták, majd az 1535-1540 közötti időszakban, amikor az oszmánok átkeltek a Száván, Zmijanje a Boszniai szandzsákba tartozü Kobaši kádilukhoz tartozott. A helyzet lecsendesedésével a Zmijanje náhije különvált. Először az 1541-es defterben említik a Kobaši kádiluk részeként. 1592-től a Banja Luka-i kádilukban volt. Az oszmán uralom első éveiben a Zmijanje náhije magába foglalta a Vrbas és a Szana folyók közötti teljes területet, valamint délen a Mrkonjić Grad feletti Kozare, Dimitor és Lisina hegyeket. Kicsit később a trijebovoi náhije, mely Mrkonjić Grad környékén feküdt, levált róla. Egyes adatok szerint a 16. század közepétől származó összeírásokban szereplő lakosok ortodoxok voltak. A török időkben Sitnicában, Šljivnóban, Kolimban és Krupa na Vrbasban négy faházas templom épült, amelyre a legenda szerint a zmijanjei Rajko kapott a töröktől jóváhagyást.
A falu területe 1878-ig tartozott az Oszmán Birodalomhoz, majd az Osztrák-Magyar Monarchia része lett. 1879-ben az első osztrák-magyar népszámlálás során Dragorajon 15 házat és 140 ortodox szerb lakost számláltak. 1910-ben a településen 28 házat és 205 ortodox szerb lakost számláltak itt. A monarchia szétesésével 1918-ben előbb a Szerb-Horvát-Szlovén Királyság, majd 1929-től a Jugoszláv Királyság része. 1921-ben 26 házat és 186 lakost számláltak. 1945-től a falu a szocialista Jugoszlávia része volt.
A település 1995 szeptemberéig a szerb félkatonai egységek ellenőrzése alatt állt. A boszniai háborút lezáró daytoni békeszerződés rendelkezése alapján az ország területét felosztották a Bosznia-hercegovinai Föderáció és a boszniai Szerb Köztársaság között, ennek során a település a Boszniai Szerb Köztársasághoz és Ribnik községhez került.

## Nevezetességei
- Szent Kiriakosz tiszteletére szentelt ortodox temploma.